# Gmina Rudo
Gmina Rudo (serb. Општина Рудо / Opština Rudo) – gmina w Bośni i Hercegowinie, w Republice Serbskiej. W 2013 roku liczyła 7578 mieszkańców.